# گورستان پل نیک شهر
قبرستان پل نیک شهر مربوط به دوره اشکانیان است و در شهرستان سرباز، بخش پیشین، دهستان جکیگور، روستای جکیگور واقع شده و این اثر در تاریخ ۲۷ اسفند ۱۳۸۷ با شمارهٔ ثبت ۲۶۳۵۷ به‌عنوان یکی از آثار ملی ایران به ثبت رسیده است.